# Palmoli
Palmoli é uma comuna italiana da região dos Abruzos, província de Chieti, com cerca de 1.162 habitantes. Estende-se por uma área de 32 km², tendo uma densidade populacional de 36 hab/km². Faz fronteira com Carunchio, Celenza sul Trigno, Dogliola, Fresagrandinaria, Furci, Liscia, San Buono, Tufillo.

## Demografia
| Variação demográfica do município entre 1861 e 2011                               |
|                                                                                   |
| Fonte: Istituto Nazionale di Statistica (ISTAT) - Elaboração gráfica da Wikipedia |